# マテイ・マヴリッチ
マテイ・マヴリッチ・ロジッチ（Matej Mavrič Rozič、1979年1月29日 - ）は、ユーゴスラビア (現：スロベニア)・コペル出身の元同国代表サッカー選手。現役時代のポジションはDF。

## 経歴
スロベニアのクラブでプレーしたのちに、2007年7月、TuSコブレンツに移籍。2010年5月31日、オーストリアのカプフェンベルガーSVに3年契約で移籍した。

## 代表歴

### 出場大会
- スロベニア代表
  - 2010 FIFAワールドカップ

### 試合数
- 国際Aマッチ 37試合 1得点（2002年-2011年）[1]

| スロベニア代表 | 国際Aマッチ | 国際Aマッチ |
| 年             | 出場        | 得点        |
| -------------- | ----------- | ----------- |
| 2002           | 1           | 0           |
| 2003           | 0           | 0           |
| 2004           | 6           | 0           |
| 2005           | 9           | 1           |
| 2006           | 6           | 0           |
| 2007           | 5           | 0           |
| 2008           | 1           | 0           |
| 2009           | 4           | 0           |
| 2010           | 3           | 0           |
| 2011           | 2           | 0           |
| 通算           | 37          | 1           |

## タイトル
ゴリツァ
- スロベニア・カップ : 2000-01, 2001-02
- 1.SNL : 2003-04

モルデ
- ノルウェー・カップ : 2005